# T-12 Cloudmaker

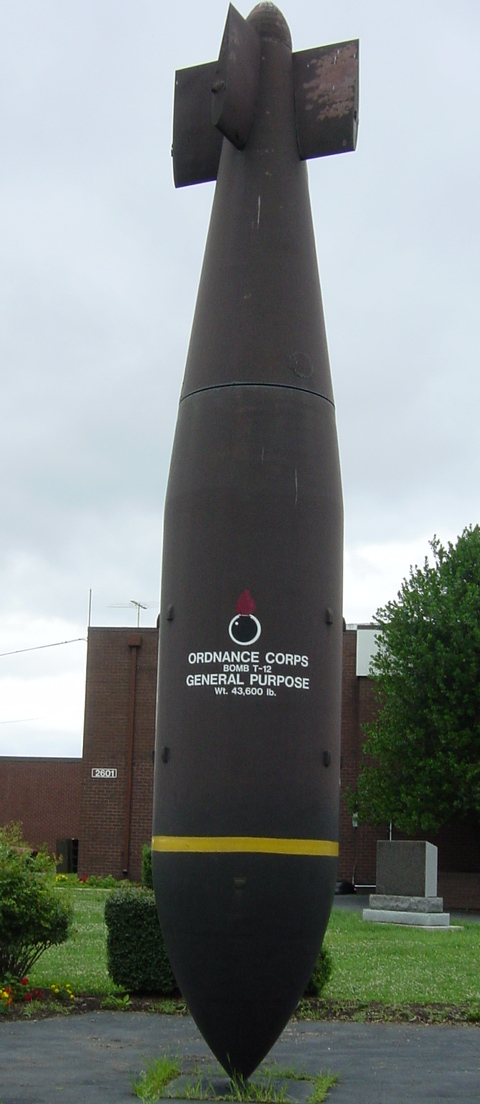
T-12 shell at the U.S. Army Ordnance Museum, Aberdeen Proving Ground, Aberdeen, Maryland.

T-12 Cloudmaker là một loại bom được thiết kế và chế tạo bởi Hoa Kỳ để tạo được hiệu quả của bom động đất. Nó đạt được hiệu quả động đất do có khối lượng cực lớn, chứa nhiều thuốc nổ và phần đầu của quả bom có vỏ rất dày, phần này được thiết kế để xuyên sâu xuống lòng đất. Hiên nay nó là quả bom quy ước lớn nhất trên thế giới. Nó được thiết kế để tấn công các mục tiếu kiên cố nhất như các boongke hay các cầu lớn, các mục tiêu không thể tấn công bằng các loại bom thông thường.
T-12 được phát triển dựa trên mẫu thiết kế của các loại bom động đất có cỡ rất lớn của Anh trước đó như Tallboy và Grand Slam, các bom này có đặc điểm: bom có vỏ dày rất cứng, hình dạng khí động tốt, có trọng lượng cực lớn thiết kế để thả từ rất cao nhằm phá hủy các mục tiêu rất cứng và kiên cố. T-12 có khối lượng 43.600 lb (khoảng 20 tấn), có kích thước gấp đôi các loại bom lớn nhất trước đó của Hoa Kỳ hay của Anh như Bom 22.000-lb, M110 (T-14). Chỉ có một loại máy bay duy nhất Convair B-36 Peacemaker được thiết kế để mang loại bom này, mặc dù pháo đài bay B-29 Superfortress cũng đã được cải tiến cho việc kiểm tra thử.
Các loại vũ khí có so sánh về kích cỡ với T-12, như BLU-82 và GBU-43 Massive Ordnance Air Blast bomb, nhưng việc sử dụng chúng ở thực địa rất hạn chế, chỉ đóng vai trò vũ khí tâm lý và phá hủy trên mặt đất. Chúng không đủ độ cứng và thiếu khả năng phá hủy các mục tiêu có cấu trúc rất cứng như T-12 và những loại tương tự. Tuy nhiên T-12, hiện nay cũng đã được thay thế bởi các vũ khí hạt nhân xuyên đất, những loại này có kích cỡ và trọng lượng nhỏ hơn nhưng có khả năng xuyên tương đương với T-12.